# Pressão de radiação
A pressão de radiação é a pressão exercida sobre certa superfície devido à incidência de uma onda eletromagnética. Isto ocorre em decorrência de uma onda eletromagnética possuir momento linear e massa, apesar de possuir massa de repouso igual a zero. Logo, o princípio da conservação de momento linear demonstra que a interação da radiação eletromagnética sobre a superfície deve transmitir momento linear, e, a partir da segunda lei de Newton, pode-se averiguar que a variação do momento linear de um corpo material é resultante de uma força aplicada sobre tal corpo. Calculando-se a razão entre a força atuante sobre a superfície e a área total de atuação encontra-se a pressão de radiação.

## Análise
A pressão de radiação é devida ao fato da radiação denotar energia. Max Planck, ao conceber a física quântica e apresentar seu artigo sobre a distribuição de energia no espectro normal, a 2 de fevereiro de 1900, postulou que a emissão de ondas eletromagnéticas de frequência ν é feita através de "pacotes" (em latim quanta, plural de quantum) de energia E igual a E = h ν, sendo h a constante de Planck (h = 6,626E-34 J.s).
Assim, um feixe de radiação com energia E (onde são somadas as contribuições de todas as frequências), movendo-se com a velocidade da luz c, carrega uma quantidade de movimento igual a E/c. Isto porque, pela relatividade restrita, em um corpo de massa de repouso zero a equivalência entre energia e momento linear é E = p c.
Uma superfície perfeitamente negra (ou seja, absorvente) receberá este momento linear de forma total; se o fluxo de energia por unidade de área (ou seja, energia por tempo por área) for Q, a pressão exercida pela radiação sobre a superfície pode ser calculada por (em que A é a área da superfície):
{\displaystyle P={\frac {F}{A}}={\frac {1}{A}}{\frac {dp}{dt}}={\frac {1}{A}}{\frac {d}{dt}}\left({\frac {E}{c}}\right)={\frac {1}{c}}\left({\frac {1}{A}}{\frac {dE}{dt}}\right)={\frac {Q}{c}}.}.
Por outro lado, uma superfície perfeitamente espelhada refletirá 100% da radiação, com efeito dobrado sobre a pressão:
{\displaystyle P=2{\frac {Q}{c}}.}

## Absorção total e reflexão total
Considere um feixe paralelo de radiação — luz, por exemplo — que incide sobre um objeto durante um intervalo de tempo Δt, sendo inteiramente absorvido pelo objeto. Maxwell mostrou que, se uma energia ΔU é absorvida durante esse intervalo de tempo, o módulo Δp da variação do momento linear do objeto devida à absorção é dado por:
{\displaystyle \Delta p={\frac {\Delta U}{c}}.} (1) (absorção total)
em que c é a velocidade escalar da luz. O sentido de Δp é idêntico ao do feixe incidente. Se a radiação é completamente refletida, retornando ao longo de sua trajetória original, o módulo da variação do momento linear do objeto é o dobro do caso anterior, ou:
{\displaystyle \Delta p=2{\frac {\Delta U}{c}}.} (2) ( reflexão total retornando ao longo da trajetória)
Da mesma maneira, a variação do momento linear de um objeto quando uma bola de tênis perfeitamente elástica é por ele rebatida vale o dobro da correspondente no caso de ser atingido por uma bola perfeitamente inelástica de mesma massa e velocidade. Se a radiação incidente é parcialmente absorvida e parcialmente refletida, a variação do momento linear do objeto está entre {\textstyle {\frac {\Delta U}{c}}} e {\textstyle 2{\frac {\Delta U}{c}}}.
De acordo com a segunda lei de newton, sabemos que a relação entre as grandezas variação do momento linear e força é:
{\displaystyle F={\frac {\Delta p}{\Delta t}}.} (3)
A fim de determinar expressões para a força exercida pela radiação em termos de I (a intensidade da radiação), suponha que a radiação seja interceptada perpendicularmente à sua trajetória. Durante o intervalo de tempo Δt, a energia interceptada pela área é:
{\displaystyle \Delta U=IA\Delta t.} (4)
Se a energia é completamente absorvida, então a equação (1) nos dá que {\displaystyle \Delta p=(IA\Delta t)/c} e, de acordo com a equação (3), a força é:
{\displaystyle F={\frac {IA}{c}}.}.                                               (5) (absorção total)
Semelhantemente, se a radiação é totalmente refletida retornando a sua trajetória original, a equação (2) resulta em: {\displaystyle \Delta p=(2IA\Delta t)/c}  e, de acordo com a equação (3):
{\displaystyle F={\frac {2IA}{c}}.} (6) (reflexão total retornando ao longo da trajetória)
Portanto, a radiação é parcialmente absorvida e parcialmente refletida, o módulo da força sobre a área A está compreendido entre {\displaystyle IA/c} e {\displaystyle 2IA/c}. A força por unidade de área de um objeto, exercida pela radiação, é a pressão de radiação {\displaystyle p_{r}}. Podemos determiná-la para as situações das equações (5) e (6) dividindo ambos os lados por A:
{\displaystyle p_{r}=I/c} (7) (absorção total)
e
{\displaystyle p_{r}=2I/c}.                                           (8)(reflexão total retornando ao longo da trajetória)

## Comprovação experimental

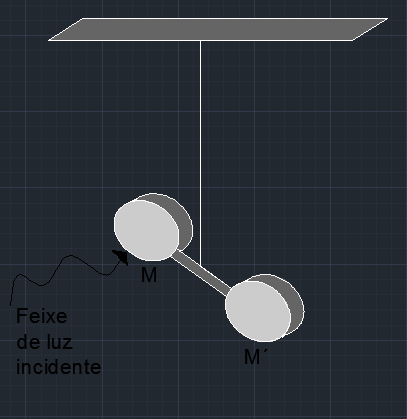
Nichols and Hull's experience

A primeira medida de pressão de radiação foi feita em 1901-1903 por Nichols e Hull, no Dartmouth Colege, e por Lebedev, na Rússia, aproximadamente 30 anos após a existência de tais efeitos ter sido prevista por Maxwell. Nichols e Hull mediram a pressão de radiação e verificaram as equações (1) e (2), usando uma balança de torção. Eles fizeram a luz incidir no espelho M, como mostra a figura. A pressão de radiação ocasionou um giro do braço da balança num ângulo teta, torcendo a fibra f. Calibrando convenientemente a fibra sujeita à torção, os experimentadores conseguiram um valor númerico para a pressão. Nichols e Hull avaliaram a intensidade do feixe luminoso fazendo-o incidir sobre um disco metálico enegrecido, de absorção conhecida, medindo a elevação da temperatura resultante. Numa dessas suas experiências, mediram uma pressão de radiação de 7,01 {\displaystyle \mu }N/m²; o valor previsto era de 7,05 {\displaystyle \mu }N/m², com excelente concordância. Supondo a área do espelho de 1 cm², a força atuante sobre o espelho é de apenas {\displaystyle 7\times 10^{-10}}N, uma força notavelmente pequena.

## Exemplos
O fluxo de radiação solar, à órbita da Terra é igual a  1.370 W/m2. A pressão da radiação solar sobre uma superfície totalmente absorvedora é 4.6 µPa.